# Marek Gróbarczyk
Marek Gróbarczyk est un homme politique polonais, né le 13 mars 1968 à Nowy Sącz. Il est membre du parti national-conservateur Droit et justice (PiS).
Il est ministre de l'Économie maritime quelques mois en 2007, puis entre 2015 et 2020.

## Biographie
Il est nommé ministre de l'Économie maritime le 13 août 2007, à 39 ans, dans le gouvernement du conservateur Jarosław Kaczyński, à la suite de la rupture de la coalition au pouvoir. Il quitte ses fonctions le 16 novembre, du fait d'un changement de majorité parlementaire, puis il rejoint PiS.
Il se présente aux élections européennes du 7 juin 2009 dans la circonscription de Lubusz-Poméranie occidentale. Il totalise alors 41 409 votes préférentiels, ce qui assure son élection au Parlement européen, où il rejoint le groupe des Conservateurs et réformistes européens (ECR) et la commission de la Pêche. Il postule pour un second mandat au cours des élections européennes du 25 mai 2014. Il est réélu, avec 54 864 suffrages de préférence, et devient membre de la commission de l'Industrie, de la Recherche et de l'Énergie.
Le 16 novembre 2015, Marek Gróbarczyk est nommé ministre de l'Économie maritime et des Voies navigables dans le gouvernement de la conservatrice Beata Szydło. Il abandonne alors son mandat européen.